# Milos (Regionalbezirk)
Der Regionalbezirk Milos (griechisch Περιφερειακή Ενότητα Μήλου Periferiakí Enótita Mílou) ist einer von 13 Regionalbezirken der griechischen Region Südliche Ägäis. Er wurde anlässlich der Verwaltungsreform 2010 aus vier Inselgemeinden der ehemaligen Präfektur Kykladen gebildet und deckt sich mit dem Gebiet der Provinz Milos, die bis 1997 bestand. Proportional zu seinen 10130 Einwohnern entsendet das Gebiet einen Abgeordneten in den Regionalrat, hat aber keine weitere politische Bedeutung als Gebietskörperschaft. Er gliedert sich in die vier Gemeinden Kimolos, Milos, Serifos und Sifnos.